# Ніколас Кауфманн
Ніколас (Микола) Кауфманн (англ. Nicholas Kaufmann; нар. 21 лютого 1969) - американський автор фантастики жахів, міського фентезі та пригодницької фантастики. Його роботи номіновані на  премію Брема Стокера, Шерлі Джексон та Міжнародну премію письменників трилерів .

## Раннє та особисте життя
Кауфманн народився в Нью-Йорку від Лоїс Г. Кауфманн (уродженка м. Ґордон), адміністраторки в лікарні, та Джона М. П. Кауфмана, оптового постачальника шкіри. Більшу частину своєї молодості він провів у Вестпорті, штат Коннектикут, де до шостого класу відвідував початкову школу Колінтаун. Повернувшись до Нью-Йорка, закінчив Колумбійську граматику та підготовчу школу, а потім отримав ступінь бакалавра в коледжі Сари Лоуренс . В даний час живе в Брукліні, штат Нью-Йорк, зі своєю дружиною Алексою Антополь.

## Нагороди
- Номінант Dragon Award — 100 Сажнів Під[2]
- Номінант премію Брема Стокера — Золото генерала Слокума [3]
- Номінант міжнародної премії письменників-трилерів — Гнання дракона [4]
- Номінан премії Шірлі Джексон — Гнати дракона [5]